# Комісія з розслідування
«Комісія з розслідування» (рос. «Комиссия по расследованию») — радянський повнометражний художній фільм 1978 року режисера  Володимира Бортка, виробнича драма.

## Сюжет
На Північній атомній електростанції стається аварія: руйнування технологічного каналу реактора. Сюди приїжджає спеціальна комісія і з'ясовує, що, з одного боку, в аварії є вина головного інженера АЕС, а з другого — явні помилки в розрахунку реактора.

## У ролях
- Олег Єфремов — Жолудов, Головний конструктор реактора
- Володимир Рецептер — Зайцев, головний інженер АЕС
- Ірина Мірошниченко — Аня, інженер АЕС
- Сос Саркісян — Мадоян, директор АЕС
- Євген Лебедєв — Долинін, академік
- Павло Панков — Подоба, представник главку
- Любов Віролайнен — Олена, інженер
- Михайло Боярський — Майорец, помічник головного конструктора
- Ернст Романов — Терехов
- Михайло Погоржельский — Шестаков, голова комісії
- Володимир Особик — Пріродін, співробітник інституту ядерної фізики
- Сергій Полежаєв — Горчілін, представник монтажної організації

## Знімальна група
- Автор сценарію —  Петро Попогребський
- Режисер-постановник —  Володимир Бортко
- Оператор-постановник —  Володимир Іванов
- Головний художник —  Віктор Амельченко
- Композитор —  Владислав Успенський